# Jean-Rodolphe Perronet
Jean-Rodolphe Perronet (Suresnes (Illa de França), 27 d'octubre de 1708 – París, 27 de febrer de 1794) va ser un enginyer civil francès, conegut sobretot pels seus ponts.
Als disset anys va entrar com a aprenent a l'oficina del primer arquitecte de París (semblant al que avui en dia seria un arquitecte municipal), on va estar alguns anys construint i mantenint clavegueres, dics i carrers. El 1736 va entrar al Corps des ponts et chaussses (cos de ponts i camins) i el 1747 va ser nomenat director de l'oficina reial de projectistes. Una de les seves tasques era la de formar els nous enginyers, i el 1775 va esdevenir el fundador i primer director de l’École des ponts et chaussées, la primera escola oficial d'enginyeria civil.

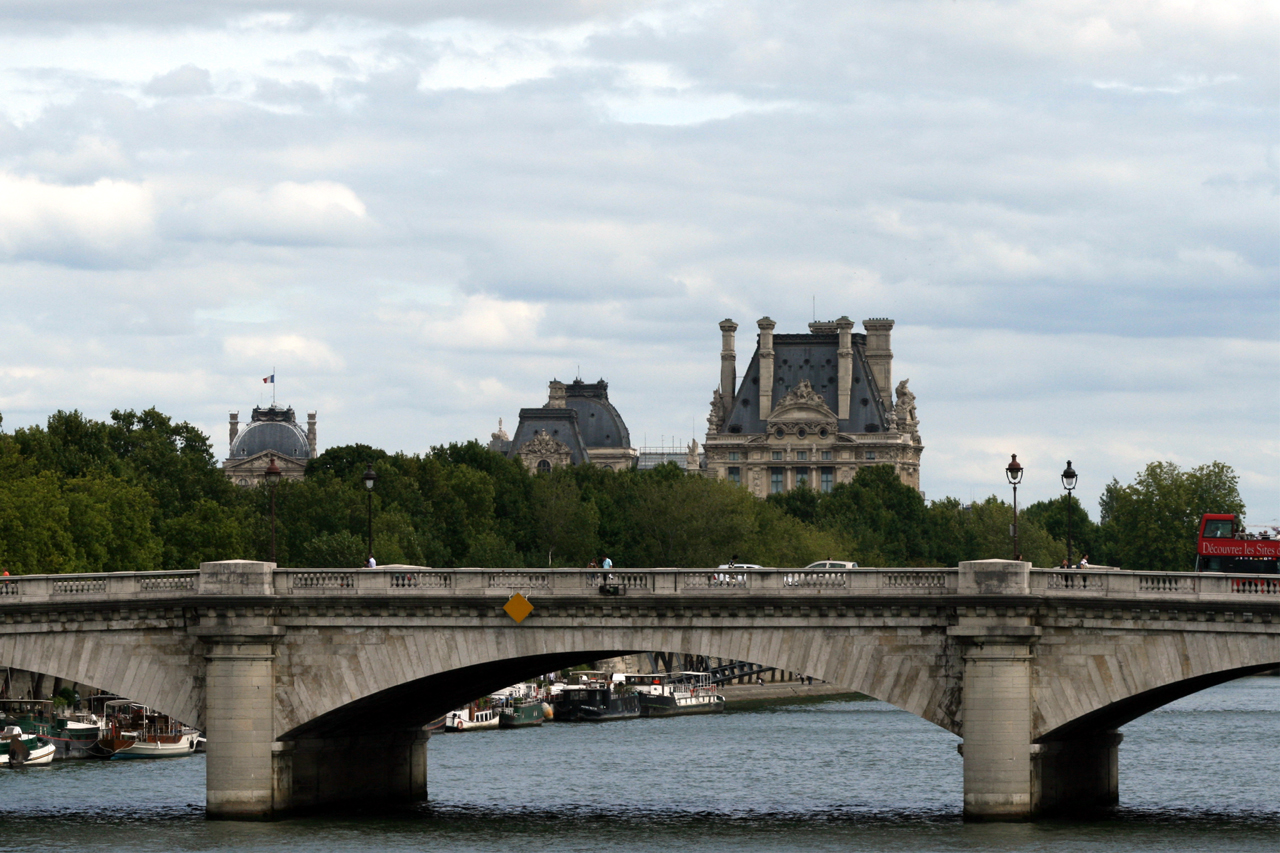
El pont de la Concorde, de Perronet. Podeu comparar-ne les proporcions amb el pont de Sant Beneset, medieval.

La part més coneguda de la seva carrera comença el 1750 quan comença a construir ponts. Perronet estudia fallades de ponts anteriors formats per diversos arcs i s'adona que la causa d'aquestes fallades ha estat la insuficient capacitat de desguàs dels ponts, o sigui, que l'espai entre les piles del pont no ha estat suficient per deixar passar l'aigua de les riuades. Aleshores, decideix construir ponts amb piles estretes i arcs més amples per deixar espai per l'aigua. Ara bé, les proporcions de les piles fins aleshores venien manades per la necessitat que la pila fos capaç de resistir l'empenta de l'arc, ja que els ponts es construïen d'arc en arc, i cada pila estava en algun moment de la construcció sotmesa a l'empenta desequilibrada d'un sol arc, fins que es construïa l'arc següent i la compensava. Per poder reduir la pila, Perronet ha de canviar la manera com es construeixen els ponts, i ha de deixar de fer-los d'arc en arc per passar a construir-se tot el pont a la vegada, mantenint tots els arcs apuntalats amb els seus cindris fins que tot el pont està complet.
El seu pont més famós és en pont de la Concorde, acabat el 1791 a París, que encara existeix, tot i que ampliat.
Bona part del mèrit de Perronet recau en el fet que va portar al màxim nivell tècnic la construcció de ponts de pedra quan la pedra no havia estat superada encara com a material per a construir ponts (el primer pont metàl·lic, havia estat construït a Anglaterra pocs anys abans que el pont de la Concorde). Si bé la construcció de ponts de pedra va seguir progressant durant tot el segle xix (amb Paul Séjourné com el seu màxim exponent, ja a principis del segle XX), després de Perronet les màximes fites en ponts ja no seran les assolides pels ponts de pedra sinó pels d'acer i, més tard, els de formigó.